# Ryssö ön
Ryssö ön är en ö i Åland (Finland). Den ligger i Skärgårdshavet och i kommunen Saltvik i landskapet Åland, i den sydvästra delen av landet. Ön ligger omkring 32 kilometer norr om Mariehamn och omkring 270 kilometer väster om Helsingfors.
Öns area är 1,74 kvadratkilometer och dess största längd är 3 kilometer i nord-sydlig riktning. Ön höjer sig omkring 10 meter över havsytan.